# Батсер
Батсер (фр. Batsère) насеље је и општина у јужној Француској у региону Миди Пирене, у департману Горњи Пиринеји која припада префектури Бањер де Бигор.
По подацима из 2011. године у општини је живело 45 становника, а густина насељености је износила 19,57 становника/km². Општина се простире на површини од 2,3 km². Налази се на средњој надморској висини од 450 метара (максималној 634 m, а минималној 387 m).

## Демографија
| 1962. | 1968. | 1975. | 1982. | 1990. | 1999. | 2011. |
| ----- | ----- | ----- | ----- | ----- | ----- | ----- |
| 29    | 43    | 39    | 30    | 36    | 38    | 45    |

График промене броја становника у току последњих година